# Горбачёв, Борис Константинович
Бори́с Константи́нович Горбачёв (1 ноября 1908, Москва — 2 января 1995, там же) — советский кинооператор, изобретатель, автор разработок новых способов и технологий комбинированных съёмок фильмов, в частности советской блуждающей маски. Заслуженный деятель искусств РСФСР (1944).

## Биография
Родители — Ольга Ивановна (девичья фамилия Коробова, заведовала детским домом в Москве) и Константин Горбачёв (оперный певец). Известно, что через несколько лет семья распалась и Борис вместе со младшей сестрёнкой Ниной (1911 года рождения) воспитывались уже матерью с отчимом.
В 1933 году окончил киноинженерный (кинооператорский) факультет ГИКа (преподаватель курса — А. А. Левицкий).
 С 1932 по 1934 практиковался оператором на «Сибтехфильме» (Новосибирск) и «Союзкинохронике» в Москве, а с 1935 года уже постоянно на «Мосфильме», где с первых же шагов принял активное участие в совершенствовании и внедрении новых способов комбинированных съёмок. В 1939 году выступил соавтором книги «Новые способы комбинированной съёмки», написав для неё главу «Способ „блуждающей маски“».
С 1940 года параллельно вёл педагогическую практику во ВГИКе.
Во время войны находясь с «Мосфильмом» в эвакуации в Алма-Ате, продолжал преподавание в переехавшем туда же ВГИКе по май 1943 года.
 Возвратившись в Москву и оставаясь действующим оператором студии, проводил научно-исследовательскую работу в НИКФИ по созданию и совершенствованию техники комбинированных съёмок. Одна из получивших широкое применение известна как аддитивный транспарант.
Первый технологический вариант этого способа, разработанного для чёрно-белого кинематографа, успешно применялся во многих картинах, начиная с 1939 г.
Например в «Золушке», применение аддитивного транспаранта в сочетании с другими вариантами применения неподвижных масок позволило получить «сапоги-скороходы», чудеса доброй феи, а также отказаться от постройки ряда декораций на натуре, заменив их макетами.
Переход кинематографа к концу 40-х на цветные носители бросило вызов: аддитивный транспарант не подлежал модернизации. И тогда Горбачёв заново выстраивает многоступенчатую цепочку получения комбинированного изображения в оригинальном негативе: из различных вариантов сепарации видимой и невидимой частей спектра он остановился на использовании инфраизлучения. Выбор основывался, с одной стороны, на опыте изготовления плёночной промышленностью инфраплёнок, а с другой — на том, что обычные негативные цветные и чёрно-белые плёнки не чувствительны к инфраизлучению. Основа его разработки — обращение восстановленного серебра на фоне в масочное изображение, откуда и пошло название блуждающая маска.

По этому способу съёмка первой экспозиции происходила на фоне экрана, излучающего инфракрасные лучи. Персонажи перед экраном освещаются обычными осветительными приборами с надетыми на них тепловыми фильтрами, которые задерживают инфракрасное излучение. Поток видимых лучей экспонировал негативную цветную или чёрно-белую плёнку, а инфракрасное излучение экспонировало плёнку, чувствительную только к инфракрасным лучам.
— Дмитрий Масуренков, Media Vision № 5 2017
Кинорежиссёр-сказочник Александр Птушко с самого начала ухватился за многообещающую технологию и где только мог её анонсировал:

После съёмки актёрской сцены камера разряжается, и первая плёнка поступает в обработку, в результате которой мы получим совершенно чёрный силуэт актёров на прозрачном фоне. Этот силуэт и называется маской. Заметим, кстати, что маска по своим размерам абсолютно точно соответствует размерам и положению негативного изображения актёра, снятого на второй, панхроматической плёнке.
 Далее, наложив плёнки одна на другую, мы как бы накроем масочной плёнкой негативное изображение актёра, и в силу того, что маска не прозрачна, мы при второй съёмке на панхроматическую плёнку не погубим изображения ранее снятого актёра. Прозрачный фон вокруг маски позволяет заснять сквозь себя любой, нужный нам объект. А так как фон вокруг актёра на второй плёнке остался при первой съёмке неэкспонированным, то это и даёт нам возможность ещё раз снять на ту же плёнку любое изображение.
— Из опубликованной лекции Александра Птушко, «Чудеса» кино» 1949
И конечно же, Птушко пригласил Горбачёва в свою первую с момента студийного внедрения блуждающей маски работу — «Садко».
Применяемый в настоящее время процесс одинаково пригоден как для съёмки цветных, так и чёрно-белых изображений. Он позволяет получать комбинированные кадры в оригинальном негативе путём двух отдельных съёмок на одну и ту же негативную плёнку, а также контратипирования фона с ранее снятого изображения.
Набираясь от картины к картине опыта и совершенствуя мастерство, в «Высоте» Горбачёв сумел достичь такого уровня исполнения, что не только обычный зритель, но и пишущие о кино журналисты оставались в заблуждении относительно реалистичности увиденного:

…в картине есть эпизод, в котором рабочие крепят на высоте гигантскую деталь. Во время монтажа поднимается сильнейший ветер — и деталь начинает раскачиваться. И тогда Коля обвязывается тросом и бросается на этот огромный кусок металла. Снимали сцену вживую, то есть без использования технологий комбинированной съёмки.
…всё проходило на 60-метровой высоте, и под актёрами была настоящая пропасть. Тем не менее Инна Макарова с лёгкостью танцевала на доске и прикуривала сигаретку, удивляя своих партнёров по эпизоду и не на шутку пугая режиссёра.
— Как снимали фильм «Высота»
К выходу фильма газета «Сталинградская правда» даже написала, что до съёмок «артисты довольно долго жили среди верхолазов и хорошо изучили их жизнь».
 За комбинированные съёмки в «Высоте» операторы Борис Горбачёв, Герман Шимкович и художник Александр Клименко были отмечены первой премией на первом ВКФ в Москве в 1958 году.
В предисловии к своей книге оператор справедливо сетовал: 
На наших киностудиях комбинированные киносъёмки используются недостаточно главным образом потому, что они мало известны сценаристам, режиссёрам, операторам и актёрам, а также организаторам производства.
Всю жизнь занимаясь разработками нового, он успел снять не так много, сколько сделал для подъёма и популяризации любимого дела. Уже находясь на пенсии, продолжал совершенствовать грейферный механизм киноаппарата ТКС, внедряя центральное расположение контргрейфера.
 На студии и в цеху Борис Константинович заслуженно пользовался авторитетом, получив среди коллег уважительное прозвище «БэКа».
Член Союза кинематографистов СССР (Москва).
Семья: первая жена Агриппина (была медсестрой) и сын Владислав, ко времени эвакуации в Алма-Ате оставшийся жить в новой семье отца. Умер после войны от столбняка. Вторая жена — Любовь, в браке с которой в 1943 году родился сын Константин.
Похоронен на Хованском кладбище в Москве.

## Изобретения
Одним из первых, получивших широкое применение, был метод «аддитивный транспарант», основывающийся на естественной чувствительности не сенсибилизированной чёрно-белой киноплёнки и строгой сепарации спектра киноосвещения при съёмке игровой актёрской сцены в павильоне.

Открытие Горбачёва заключалось в том, что сепарация красных и синих лучей осуществлялась светоделительным блоком, позволявшим направлять красные лучи непосредственно на негативную плёнку, а лучи синие проходили через обычную позитивную плёнку со снятым фоном. Камера же позволяла одновременно
снимать актёрскую сцену и печатать изображение фона. При этом оператор в лупе камеры мог видеть готовое изображение.
— Дмитрий Масуренков, Media Vision № 5 2017
Хотя сама идея транспарантной съёмки пришла из США, именно Горбачёвым уже в конце 30-х была создана вся линейка технических средств для её выполнения силами цеха комбинированных съёмок «Мосфильма». Вместе с киноинженером В. И. Омелиным был специально изготовлен одновременно снимающий на две плёнки киноаппарат со светорасщепляющим блоком на синюю и красную составляющие.

Светорасщепляющий блок для съёмки первой экспозиции:
1 — объектив киноаппарата ТКС
2 — свет инфраэкрана
3 — свет игровой сцены
4 — инфрахроматическая плёнка (маска)
5 — негативная плёнка (изображение)

Однако появление цвета в кино предопределило скорое забвение «аддитивного транспаранта».
 Потребовался не один год совместной работы с коллегами из НИКФИ, чтобы перевести существующую технологию на иные материалы, для чего построить в третьем павильоне «Мосфильма» уникальный инфраэкран размером 8х15 метров, а имеющуюся при цехе химическую лабораторию переоснастить на обработку чёрно-белой инфрахроматической плёнки, отныне выполнявшей роль маски.
Переделка коснулась и киносъёмочного аппарата, вернее его светорасщепляющего узла, вновь выполненная при помощи В. И. Омелина.
Обработка инфраплёнки производилась по «горячим следам» съёмки в тот же день — её проявляли с обращением и последующим фотографическим усилением. В результате получалось плотное, непрозрачное изображение, в точности до каждого кадра соответствующее скрытому изображению в негативе. Отсюда пошло название нового метода — блуждающая маска (travelling matte) (англ.).

### Авторские свидетельства
- 1935 — Способ получения комбинированных снимков. Горбачёв Б. К.[15]
- 1948 — Способ комбинированных съёмок. Горбачёв Б. К., Фелицын И. А.[16]
- 1955 — Способ цветной транспарантной съёмки киноизображений и устройство для его осуществления. Голостенов Г. А., Горбачёв Б. К., Жаров Н. А., Мунькин В. Б., Омелин В. И., Фейст А. К.[17][18]
- 1959 — Устройство для оптической печати контратипов. Горбачёв Б. К., Лисянский Я. С.[19]
- 1964 — Устройство одновременной оптической печати комбинированного кадра. Британ Ю. М., Горбачёв Б. К., Лисянский Я. С.[20]

## Фильмография
- 1936 — Дети капитана Гранта
- 1940 — Светлый путь
- 1941 — Волшебное зерно
- 1942 — Парень из нашего города
- 1943 — Жди меня
- 1943 — Она защищает Родину
- 1944 — Черевички
- 1947 — Золушка
- 1952 — Садко
- 1953 — Адмирал Ушаков
- 1953 — Тарапунька и Штепсель под облаками[21]
- 1954 — Весёлые звёзды (совместно с А. Ренковым)
- 1955 — Мексиканец (совместно с П. Маланичевым)
- 1955 — Тайна вечной ночи (совместно с Б. Хренниковым)
- 1956 — Крылья[22]
- 1957 — Высота (совместно с Г. Шимковичем)
- 1960 — Русский сувенир (совместно с Г. Шимковичем)
- 1961 — Время революции (короткометражный)
- 1961 — Дуэль

## Награды
- орден «Знак Почёта» (14 апреля 1944) — за успешную работу в области советской кинематографии в дни Отечественной войны и выпуск высокохудожественных кинокартин[23];
- заслуженный деятель искусств РСФСР (17 апреля 1944) — за выдающиеся заслуги в области киноискусства[24].

## Комментарии
1. ↑  По воспоминаниям Николая Лыткина, институтского однокурсника, — Горбачёв ещё в студенчестве обладал «феноменальным даром слова».